# 勒捷
勒捷（法語：Retiers，法語發音：[ʁətje]）是法国伊勒-维莱讷省的一个市镇，位于该省东南部，属于富热尔-维特雷区。

## 地理
勒捷（47°54'48"N, 1°22'55"W）面积41.38 平方千米，位于法国布列塔尼大區伊勒-维莱讷省，该省份为法国西北部沿海省份，位于布列塔尼半岛东部，北濒大西洋，西接阿摩尔滨海省和莫尔比昂省，南至大西洋卢瓦尔省，西南端接曼恩-卢瓦尔省，东临马耶讷省，东北与芒什省接壤。
与勒捷接壤的市镇（或旧市镇、城区）包括：马尔西耶罗贝尔、阿布里塞勒、科埃姆、德鲁日、福尔日拉福雷、马蒂涅费绍、穆塞、布列塔尼地区勒泰伊、维塞什、拉内。
勒捷的时区为UTC+01:00、UTC+02:00（夏令时）。

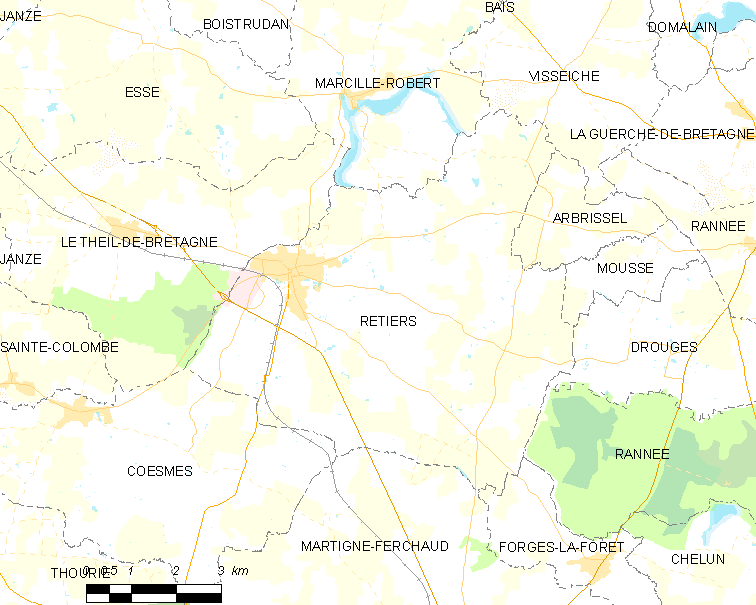
勒捷的OSM定位图

## 行政
勒捷的邮政编码为35240，INSEE市镇编码为35239。

## 政治
勒捷所属的省级选区为布列塔尼地区拉盖尔什县。

## 交通
伊勒-维莱讷省省道D41线、D47线、D94线、D107线和D310线经过境内。
勒捷站每天开行前往雷恩方向的列车。

## 人口

1962-2008年间勒捷人口变化图示

勒捷于2022年1月1日时的人口数量为4553人。